# Église Notre-Dame de Seigné
L'église Notre-Dame-de-l'Assomption est une église  située sur le territoire de la commune de Seigné en Saintonge, dans le département français de la Charente-Maritime et la région Nouvelle-Aquitaine.

## Historique
L'église du XIIe siècle est classée monument historique depuis le 26 septembre 1969.

## Architecture
Le tabernacle est lui aussi classé depuis le 21 janvier 1981.
Cette petite église à nef fut terminée par une abside voûtée en cul de four qui conserve des traces de peinture et au XVIIe siècle ont été ajoutés deux croisillons avant l'abside voûtée d'ogives. La façade occidentale présente un clocher à arcades doubles. Au-dessus du portail se trouve une fenêtre encadrée par deux colonnes portant linteau avec chapiteaux très archaïques.